# Казакова, Наталия Александровна
Ната́лия Алекса́ндровна Казако́ва (17 (30) декабря 1915, Владикавказ, Терская область, Российская империя — 23 ноября 1984, Ленинград, СССР) — советский историк, текстолог, специалист по истории общественной мысли, литературы и международных культурных связей Руси XIV—XVI веков. Доктор исторических наук (1964).

## Биография
Родилась 30 декабря 1915 года во Владикавказе в семье инженерно-технического работника. В 1933 году поступила на юридический факультет Ленинградского института литературы, философии и культуры, ставший с 1934 года историческим факультетом ЛГУ. По окончании университета, в годы Великой Отечественной войны, работала учителем истории в Орджоникидзе.
В 1945 году, завершив обучение в аспирантуре, защитила кандидатскую диссертацию о взаимоотношениях Руси с Восточной Прибалтикой, и стала ассистентом, затем доцентом истфака ЛГУ. Специализировалась по истории Ганзы и её контактам с Россией. Под руководством С. Н. Валка приняла участие в издании «Грамот Великого Новгорода и Пскова» (1949).
Работала в Ленинградском отделении Института истории АН СССР (1946—1948) и в Музее истории религии и атеизма (1952—1953). В 1955 году в соавторстве с Я. С. Лурье опубликовала свою первую монографию — «Антифеодальные еретические движения на Руси XIV — начала XVI вв.».
С 1956 года работала в Секторе древнерусской литературы Пушкинского Дома, занимаясь исследованием сочинений русских публицистов XV—XVI веков (Вассиана (Патрикеева), Гурия (Тушина), Максима Грека). С 1955 года регулярно публиковала свои работы в «Трудах Отдела древнерусской литературы».
В 1960 году вернулась на работу в Ленинградское отделение Института истории. В 1964 году в ЛГУ имени А. А. Жданова защитила диссертацию на соискание учёной степени доктора исторических наук по теме «Очерки по истории русской общественной мысли. Первая треть XVI в.», изданную в 1970 году в виде монографии.
Муж был репрессирован; одна воспитывала дочь. Скончалась, заблудившись в лесу под Ленинградом.

## Научные труды

### Монографии
- Казакова Н. А., Лурье Я. С. Антифеодальные еретические движения на Руси XIV — начала XVI века. / Акад. наук СССР. Музей истории религии и атеизма. — М.; Л.: Изд-во Акад. наук СССР, 1955. — 544 с.
- Казакова Н. А. Вассиан Патрикеев и его сочинения: Исследование и тексты / Акад. наук СССР. Ин-т русской литературы (Пушкинский дом). — М.; Л.: Изд-во Акад. наук СССР, Ленингр. отд-ние, 1960. — 363 с.
- Казакова Н. А. Очерки по истории русской общественной мысли. Первая треть XVI века / АН СССР. Ин-т истории СССР. Ленингр. отд-ние. — Л.: Наука, 1970. — 297 с.
- Казакова Н. А. Русско-ливонские и русско-ганзейские отношения. Конец XIV — начало XVI в. / АН СССР, Ин-т истории СССР, Ленингр. отд-ние. — Л.: Наука, Ленингр. отд-ние, 1975. — 359 с.
- Казакова Н. А. Западная Европа в русской письменности XV-XVI веков: из истории международных культурных связей России / под ред. Д. С. Лихачёва. — Л.: Наука, Ленинградское отд-ние, 1980. — 278 с.

### Статьи
- Казакова Н. А. Нестяжательство и ереси // Вопросы научного атеизма. Вып. 25. Атеизм, религия, церковь в истории СССР / Акад. обществ. наук ЦК КПСС. Ин-т научного атеизма. — М.: Мысль, 1980. — С. 62—79. — 341 с. — 20 000 экз.